# TV Schönenwerd
 (mai 2012).
Si vous disposez d'ouvrages ou d'articles de référence ou si vous connaissez des sites web de qualité traitant du thème abordé ici, merci de compléter l'article en donnant les références utiles à sa vérifiabilité et en les liant à la section « Notes et références ».
Le TV Schönenwerd est un club suisse de volley-ball basé à Schönenwerd dans le canton de Soleure. Il évolue au plus haut niveau national (Ligue Nationale A, LNA).

## Palmarès
- Championnat de Suisse (0)
  - Champion :
  - Finaliste :
- Coupe de Suisse (0)
  - Vainqueur :
  - Finaliste :
- Supercoupe de Suisse (0)
  - Vainqueur :
  - Finaliste :

### Saison 2011-2012
Entraîneur :  Marco Bonaria ; entraîneur-adjoint :  Nathalie Dambendzet 

## Joueurs majeurs
- Jan Schnider
- Paul Sanderson